# Kościół św. Antoniego Padewskiego w Baniach Mazurskich
Kościół świętego Antoniego Padewskiego – rzymskokatolicki kościół parafialny należący do dekanatu Gołdap diecezji ełckiej.
Świątynia została wzniesiona w 1569 roku. W 1578 roku posiadała jeszcze drewnianą wieżę; wieża  z cegieł została do niej dobudowana w 1698 roku. Została wykonana przez mistrzów: cieśli Pietrzykowskiego i murarza Mörza. W świątyni nabożeństwa były odprawiane w trzech językach: litewskim, polskim i niemieckim. W 1876 roku zostało odrestaurowane wnętrze świątyni. Wczesnobarokowy ołtarz połączony z kazalnicą, posiadał obrazy z dawnego tryptyku. Niestety, w czasie II wojny światowej budowla spłonęła. W latach 1975–1980 świątynia poewangelicka została odbudowana przez ówczesnego proboszcza księdza Tadeusza Kościuszkę.